# 秘鲁国会荣誉奖章
秘鲁共和国国会荣誉奖章（西班牙語：Medalla de Honor del Congreso de la República del Perú）是秘鲁国会设立的荣誉奖章，由议长负责授予。

## 历史
秘鲁共和国国会荣誉奖章由1964年7月8日法令设立。设有5个等级，从高到低分别为：大十字级、大军官级、指挥官级、军官级和骑士级。其中，大十字级为项链颈饰，主要授予主权国家元首，皇室成员，主教，议长，外交部长，大使等知名人士。

## 获授者
大十字级
- 何塞·穆希卡（乌拉圭总统，2011年）[2]
- 潘基文（联合国秘书长，2014年）[3]
- 习近平（中华人民共和国主席，2016年11月）[4]
- 若望·西普里亞尼（天主教利马总教区总主教，2018年5月）[5]
- 费利佩六世（西班牙国王，2018年11月）[6]
- 伊万·杜克（哥伦比亚总统，2019年5月）[7]

军官级
- 秘鲁国家交响乐团（2018年12月）[8]
- 胡安·迪亞戈·佛瑞茲（秘鲁男高音歌唱家）